# Dunedin
Dunedin (/ dəni dɪn ː / (trợ giúp • thông tin)), (Māori: Ōtepoti) là thành phố lớn thứ hai ở Đảo Nam của New Zealand, và là thành phố chính của vùng Otago. Thành phố có dân số 123.700 (ước tính tại thời điểm tháng 6 năm 2009), là khu vực đô thị lớn thứ bảy ở New Zealand, và là thành phố lớn nhất theo diện tích đất lãnh thổ (mặc dù nó sẽ bị Auckland soán ngôi theo tiêu chí này khi Hội đồng Auckland được lập trong tháng 11 năm 2010).
Khu vực đô thị Dunedin nằm trên bờ biển miền đông trung bộ của vùng Otago, xung quanh bến cảng Otago. Bến cảng và các ngọn đồi xung quanh Dunedin là những tàn tích của một núi lửa đã ngừng phun. Các khu vực nội thành mở rộng ra thành các thung lũng và đồi xung quanh, vào eo đất của bán đảo Otago, và dọc theo bờ biển của Harbour Otago và Thái Bình Dương.
Ngành kinh tế lớn nhất của thành phố là giáo dục đại học - Dunedin là nơi có Đại học Otago, trường đại học đầu tiên của New Zealand (1869), và Đại học Bách khoa Otago. Trường Đại học chiếm khoảng 20 phần trăm dân số của thành phố.

## Khí hậu
| Dữ liệu khí hậu của Dunedin (1981−2010)  | Dữ liệu khí hậu của Dunedin (1981−2010) | Dữ liệu khí hậu của Dunedin (1981−2010) | Dữ liệu khí hậu của Dunedin (1981−2010) | Dữ liệu khí hậu của Dunedin (1981−2010) | Dữ liệu khí hậu của Dunedin (1981−2010) | Dữ liệu khí hậu của Dunedin (1981−2010) | Dữ liệu khí hậu của Dunedin (1981−2010) | Dữ liệu khí hậu của Dunedin (1981−2010) | Dữ liệu khí hậu của Dunedin (1981−2010) | Dữ liệu khí hậu của Dunedin (1981−2010) | Dữ liệu khí hậu của Dunedin (1981−2010) | Dữ liệu khí hậu của Dunedin (1981−2010) | Dữ liệu khí hậu của Dunedin (1981−2010) |
| Tháng                                    | 1                                       | 2                                       | 3                                       | 4                                       | 5                                       | 6                                       | 7                                       | 8                                       | 9                                       | 10                                      | 11                                      | 12                                      | Năm                                     |
| ---------------------------------------- | --------------------------------------- | --------------------------------------- | --------------------------------------- | --------------------------------------- | --------------------------------------- | --------------------------------------- | --------------------------------------- | --------------------------------------- | --------------------------------------- | --------------------------------------- | --------------------------------------- | --------------------------------------- | --------------------------------------- |
| Trung bình ngày tối đa °C (°F)           | 18.9 (66.0)                             | 18.6 (65.5)                             | 17.3 (63.1)                             | 15.3 (59.5)                             | 12.7 (54.9)                             | 10.6 (51.1)                             | 10.0 (50.0)                             | 11.2 (52.2)                             | 13.2 (55.8)                             | 14.7 (58.5)                             | 16.1 (61.0)                             | 17.3 (63.1)                             | 14.6 (58.3)                             |
| Trung bình ngày °C (°F)                  | 15.3 (59.5)                             | 15.0 (59.0)                             | 13.7 (56.7)                             | 11.7 (53.1)                             | 9.3 (48.7)                              | 7.3 (45.1)                              | 6.6 (43.9)                              | 7.7 (45.9)                              | 9.5 (49.1)                              | 10.9 (51.6)                             | 12.4 (54.3)                             | 13.9 (57.0)                             | 11.1 (52.0)                             |
| Tối thiểu trung bình ngày °C (°F)        | 11.6 (52.9)                             | 11.5 (52.7)                             | 10.2 (50.4)                             | 8.2 (46.8)                              | 5.9 (42.6)                              | 4.0 (39.2)                              | 3.1 (37.6)                              | 4.2 (39.6)                              | 5.9 (42.6)                              | 7.2 (45.0)                              | 8.6 (47.5)                              | 10.4 (50.7)                             | 7.6 (45.7)                              |
| Lượng Giáng thủy trung bình mm (inches)  | 72.9 (2.87)                             | 67.8 (2.67)                             | 64.0 (2.52)                             | 50.9 (2.00)                             | 64.7 (2.55)                             | 57.9 (2.28)                             | 57.1 (2.25)                             | 55.7 (2.19)                             | 48.3 (1.90)                             | 61.7 (2.43)                             | 56.4 (2.22)                             | 80.2 (3.16)                             | 737.6 (29.04)                           |
| Số ngày giáng thủy trung bình (≥ 1.0 mm) | 9.7                                     | 8.5                                     | 8.9                                     | 8.3                                     | 9.8                                     | 9.4                                     | 9.3                                     | 9.6                                     | 8.7                                     | 10.1                                    | 10.0                                    | 12.0                                    | 114.2                                   |
| Độ ẩm tương đối trung bình (%)           | 74.2                                    | 77.6                                    | 77.1                                    | 76.9                                    | 79.5                                    | 79.7                                    | 80.2                                    | 77.6                                    | 72.1                                    | 71.6                                    | 70.6                                    | 73.2                                    | 75.9                                    |
| Số giờ nắng trung bình tháng             | 179.6                                   | 158.0                                   | 146.1                                   | 125.9                                   | 108.4                                   | 95.3                                    | 110.6                                   | 122.2                                   | 136.8                                   | 165.5                                   | 166.9                                   | 168.3                                   | 1.683,7                                 |
| Nguồn: NIWA Climate Data                 |                                         |                                         |                                         |                                         |                                         |                                         |                                         |                                         |                                         |                                         |                                         |                                         |                                         |